# Michelle Sechser
Michelle Sechser (* 1. November 1986 in San Luis Obispo, Kalifornien) ist eine Leichtgewichts-Ruderin aus den Vereinigten Staaten. Sie war Weltmeisterschaftsdritte 2017 und Weltmeisterschaftszweite 2022.

## Karriere
Michelle Sechser begann in Kalifornien mit dem Rudersport und ruderte dann für die University of Tulsa, die sie mit einem Master of Business Administration abschloss. Ab 2008 nahm Michelle Sechser an Ruderregatten auf nationaler Ebene teil. 2011 gewann sie in ihrem ersten Nationalmannschaftseinsatz bei den Panamerikanischen Spielen in Guadalajara zwei Bronzemedaillen im Leichtgewichts-Doppelzweier und im Leichtgewichts-Doppelvierer.
Bei den Weltmeisterschaften 2012 in Plovdiv belegte sie den vierten Platz mit dem Leichtgewichts-Doppelvierer. Im Jahr darauf startete Sechser im Leichtgewichts-Einer und gewann das B-Finale bei den Weltmeisterschaften in Chungju. 2014 bildete sie mit Devery Karz einen Leichtgewichts-Doppelzweier. Bei den Weltmeisterschaften in Amstelveen kamen die beiden auf den zehnten Platz. Ein Jahr später wurden die beiden Elfte bei den Weltmeisterschaften auf dem Lac d’Aiguebelette.
2017 war Sarasota in Florida Austragungsort der Weltmeisterschaften. Der Leichtgewichts-Doppelzweier der Vereinigten Staaten mit Emily Schmieg und Michelle Sechser gewann die Bronzemedaille hinter den Booten aus Rumänien und aus Neuseeland. 2018 trat Michelle Sechser bei den Weltmeisterschaften in Plowdiw im Leichtgewichts-Einer an und erreichte den vierten Platz. 2019 bei den Weltmeisterschaften in Linz/Ottensheim belegte Sechser mit Christine Cavallo im Leichtgewichts-Doppelzweier den zehnten Platz.
2021 gelang dem Leichtgewichts-Doppelzweier mit Mary Reckford und Michelle Sechser der Sieg bei der letzten Olympiaqualifikations-Regatta. Bei der Olympiaregatta in Tokio ruderten Reckford und Sechser im ersten Vorlauf auf den dritten Platz hinter den Französinnen und den Italienerinnen. Nach einem Sieg in ihrem Hoffnungslauf erreichten die beiden den zweiten Platz in ihrem Halbfinale hinter den Italienerinnen. Auch im Finale gewannen die Italienerinnen, genau eine Sekunde dahinter passierten Reckford und Sechser als Fünfte die Ziellinie. 2022 siegten Reckford und Sechser in der zweiten Weltcupregatta. Bei den Weltmeisterschaften in Račice u Štětí siegten die Britinnen Emily Craig und Imogen Grant mit drei Sekunden Vorsprung vor Reckford und Sechser. 2023 rückte Mary Jones zu Michelle Sechser in den Leichtgewichts-Doppelzweier. Bei den Weltmeisterschaften in Belgrad wurden sie Zweite mit dreieinhalb Sekunden Rückstand auf Grant und Craig. 2024 kehrte Reckford zurück in den Leichtgewichts-Doppelzweier. Sechser und Reckford erreichten das A-Finale bei den Olympischen Spielen in Paris und wurden Sechste.